# Железняков, Пётр Филиппович
Пётр Фили́ппович Железняко́в (7 ноября 1918 — 25 сентября 1951) — участник Великой Отечественной войны, лётчик-штурмовик, Герой Советского Союза (1945), командир эскадрильи, гвардии майор.

## Биография
Пётр Филиппович Железняков родился в 1918 году в Семипалатинске.
В 1939 году окончил финансово-экономический техникум, вскоре был призван в Красную Армию.

Затем учился в 1-й Чкаловской (Оренбургской) школе лётчиков, которую окончил в июле 1941 года.
Далее проходил службу в качестве лётчика-инструктора в 19-й школе лётчиков. Только в августе 1942 года убыл на фронт.
С августа 1942 года — на фронтах Великой Отечественной войны.
В 299-м штурмовом авиационном полку (в последующем — в 108-м гвардейском штурмовом авиационном полку) прошёл все ступени от лётчика до командира эскадрильи.
Гвардии-майор Пётр Филиппович Железняков выполнил 341 боевой вылет с весьма малыми потерями. Только в сентябре 1943 года эскадрилья под командованием Железнякова уничтожила 12 самолётов, 7 батарей, 2 железнодорожных эшелона, 235 боевых машин, 27 танков, и до 550 гитлеровских солдат и офицеров. Лично Петром Филипповичем уничтожено за время войны 16 самолётов, 87 автомашин, 47 железнодорожных вагонов, 8 паровозов, 16 танков, 5 батарей зенитной артиллерии, 3 склада с горючим и боеприпасами, 300 солдат.
На одном из участков боёв группа из 8 самолётов «Ил-2», ведомая Железняковым, внезапно штурмовала вражеский аэродром. Несмотря на сильное противодействие зенитной артиллерии, группа произвела несколько заходов, снижаясь до предела, подожгла 8 самолётов, взорвала склад с горючим, подавила огонь трёх батарей.
Железняков своим личным примером учил подчинённых ему лётчиков воевать, служил для них образцом мужества, отваги и героизма.
27 июля 1945 года указом Президиума Верховного Совета СССР командир эскадрильи 108-го Гвардейского штурмового авиационного полка 6-й гвардейской штурмовой авиационной дивизии 2-го гвардейского штурмового авиационного корпуса 2-й воздушной армии П. Ф. Железняков удостоен звания Героя Советского Союза. Золотая Звезда № 8681.
После войны продолжил службу в Военно-Воздушных силах СССР. В 1945 году окончил Высшую авиационную школу офицерского состава.
Трагически погиб при исполнении служебных обязанностей 25 сентября 1951 года в авиационной катастрофе в Волчанске Харьковской области.

## Награды
- Медаль «Золотая Звезда» (1945),
- орден Ленина,
- орден Красного Знамени,
- орден Красного Знамени,
- орден Красного Знамени,
- орден Александра Невского,
- орден Красной Звезды,
- медали.

## Память
- Музей в Семипалатинском финансово-экономическом техникуме, в котором П. Ф. Железняков учился.
- Мемориальная доска на здании Семипалатинского финансово-экономического техникума.